# Samuel Tetteh
Samuel Tetteh Kotoko (* 28. Juli 1996 in Accra) ist ein ghanaischer Fußballspieler.

## Karriere

### Verein
Tetteh begann seine Karriere in der West African Football Academy. 2015 spielte er erstmals in der Premier League.
Zur Saison 2016/17 wechselte er nach Österreich zum Zweitligisten FC Liefering. Sein Debüt für Liefering gab er im Juli 2016, als er am ersten Spieltag jener Saison gegen den SV Horn in der Startelf stand und in der 71. Minute durch Oliver Filip ersetzt wurde. Am darauffolgenden Spieltag erzielte er bei einem 4:1-Sieg gegen den SC Wiener Neustadt sein erstes Tor in der zweithöchsten Spielklasse.
Im Januar 2017 erhielt Tetteh zudem beim FC Red Bull Salzburg einen bis Juni 2020 laufenden Vertrag. Kurz nach seiner Vertragsunterschrift bei der ersten Mannschaft verletzte er sich jedoch schwer am Knie, sodass er nach der Winterpause kein Spiel mehr bestreiten konnte. So hatte er zu Saisonende 20 Einsätze für Liefering in der zweiten Liga zu Buche stehen, bei denen er zehn Tore erzielte. Nach einer langwierigen Meniskusverletzung gab er im Oktober 2017 bei Liefering sein Comeback. Sein Debüt für die erste Mannschaft gab er am 25. Oktober 2017 im Cup-Spiel gegen die TuS Bad Gleichenberg. Er wurde in der 77. Minute für Takumi Minamino eingewechselt. Im November 2017 gab er gegen Vitória Guimarães sein Debüt in der UEFA Europa League.
Ohne Ligaeinsatz für Salzburg wurde er im Januar 2018 für eineinhalb Jahre an den Ligakonkurrenten LASK verliehen. Im Februar 2018 debütierte er in der Bundesliga, als er am 21. Spieltag der Saison 2017/18 gegen den SKN St. Pölten in der Startelf stand und in der 71. Minute durch Mërgim Berisha ersetzt wurde. In jenem Spiel, das die Oberösterreicher mit 2:1 gewannen, erzielte Tetteh mit dem Treffer zum 1:0 auch sein erstes Bundesligator. Bis Saisonende kam er zu 16 Einsätzen in der Bundesliga, bei denen er fünf Tore erzielte. Zu Saisonende belegte er mit dem LASK den vierten Tabellenrang und nahm somit an der Qualifikation zur Europa League teil. Im Zweitrundenrückspiel gegen den Lillestrøm SK steuerte Tetteh einen Treffer zum 2:1-Sieg des LASK bei. Mit dem Verein schied er in der dritten Runde gegen Beşiktaş Istanbul aus. In der Liga kam er in der Saison 2018/19 auf 21 Einsätze, bei denen er vier Tore erzielte. Im Juni 2019 wurde die Leihe um ein weiteres Jahr verlängert. Als Vizemeister der Vorsaison durfte er mit den Oberösterreichern an der Qualifikation zur UEFA Champions League teilnehmen. Diese erreichte man nach der einer Playoffniederlage gegen den FC Brügge nicht, allerdings rutschte man immerhin noch in die Gruppenphase der Europa League ab. In dieser erreichte man das Achtelfinale, Tetteh kam in der Europa League zu sechs Einsätzen. In der Liga absolvierte der Ghanaer in der Spielzeit 2019/20 29 Spiele, in denen er sieben Mal treffen konnte.
Nach über 80 Pflichtspielen für den LASK kehrte er nach zweieinhalb Jahren Leihe nach der Saison 2019/20 zu Salzburg zurück. Im August 2020 wurde er für ein halbes Jahr in die USA an die New York Red Bulls weiterverliehen. Bis zum Ende der Leihe kam er zu elf Einsätzen in der MLS. Im Januar 2021 wurde er innerhalb Österreichs an den Ligakonkurrenten SKN St. Pölten weiterverliehen. Für die Niederösterreicher absolvierte er bis zum Ende der Leihe 17 Bundesligapartien, in denen er ein Tor erzielte. Mit dem SKN stieg er allerdings zu Saisonende aus der Bundesliga ab.
Nach dem Ende der Leihe kehrte er nicht mehr nach Salzburg zurück, sondern verließ die „Bullen“ schließlich nach fünf Jahren beim Verein, in denen er dreimal verliehen worden war, endgültig und wechselte in die Türkei zum Zweitligisten Adanaspor.

### Nationalmannschaft
Tetteh spielte 2015 erstmals für die ghanaische U-20-Auswahl, mit der er an der U-20-WM 2015 in Neuseeland teilnahm. Im September desselben Jahres gab er in einem Testspiel gegen die Republik Kongo sein Debüt für die A-Nationalmannschaft. Im Qualifikationsspiel für den Afrikacup am 3. September 2016 gegen Ruanda erzielte er sein erstes Tor für die Black Stars.
Für den Afrika-Cup 2017 wurde er in den Kader einberufen. Gegen Ägypten spielte er sein erstes Match in diesem Turnier. Schlussendlich wurde er mit der Mannschaft Vierter.

## Erfolge
- Österreichischer Meister: 2017
- Österreichischer Cupsieger: 2017